# Postcrossing
Postcrossing là một dự án trực tuyến cho phép các thành viên của mình gửi và nhận bưu thiếp từ khắp nơi trên thế giới. Mục đích của dự án là "gửi bưu thiếp và nhận lại bưu thiếp từ một người ngẫu nhiên ở một nơi nào đó trên thế giới". Thành viên của Postcrossing còn được biết đến là "postcrosser" sẽ gửi bưu thiếp đến và nhận bưu thiếp từ các thành viên khác một cách ngẫu nhiên. Bưu thiếp đến từ đâu luôn là một sự tình cờ đầy bất ngờ.
Tên gọi của dự án Postcrossing là sự kết hợp của các từ "postcard" và "crossing". Nguồn gốc của nó xuất phát từ ý tưởng của trang Bookcrossing. Tuy nhiên, việc trao đổi bưu thiếp hoạt động theo một cách khác. Một thành viên gửi bưu thiếp đến một thành viên nào đó và sẽ nhận lại một tấm bưu thiếp từ một thành viên khác, không phải là người mà mình đã gửi. Sự trao đổi bưu thiếp chỉ diễn ra một lần duy nhất giữa hai thành viên nhất định, mặc dù việc gửi bưu thiếp trực tiếp hay còn gọi là "direct swap" vẫn diễn ra giữa các thành viên và nó không phải là một hoạt động chính thực trên trang chủ. Direct swap cho phép các thành viên tự trao đổi và trò chuyện với nhau nếu họ có ý định gửi bưu thiếp cho nhau một cách tự nguyện. Dự án này hoàn toàn miễn phí và bất kì ai cũng có thể tạo tài khoản cùng với địa chỉ nhà của họ. Người tham gia sẽ chịu trách nhiệm với việc mua bưu thiếp và phí bưu điện.
Tính đến đầu năm 2019, Postcrossing có hơn 750,000 thành viên đến từ 212 quốc gia. Họ đã đăng kí và gửi hơn 50 triệu bưu thiếp đi được hơn 250 tỷ km.
Người tham gia Postcrossing chủ yếu đến từ (theo thứ tự từ cao đến thấp) Nga, Đài Loan, Mỹ, Trung Quốc, Đức, Hà Lan, Ba Lan, Belarus, Ukraine, Phần Lan và Cộng hòa Séc. Đây là những quốc gia có hơn 20.000 thành viên. Trên thế giới, đa phần postcrosser sống chủ yếu ở Bắc Mỹ, châu Âu và Đông Á. Một lưu ý đặc biệt đó là Postcrossing rất phổ biến ở Đông Âu và các nước Liên Xô cũ. Tính đến tháng 1/2019, hơn một phần ba bưu thiếp được gửi từ Đức và Nga.

## Cách thức hoạt động
Nếu một thành viên gửi bưu thiếp, họ sẽ nhận được ít nhất một bưu thiếp trở lại từ một người khác ngẫu nhiên ở đâu đó trên thế giới.
Bước đầu tiên là yêu cầu gửi bưu thiếp. Trang web sẽ hiển thị và gửi đến email cho thành viên thông tin về địa chỉ của một thành viên khác và ID bưu thiếp (ví dụ: US-787) để xác định bưu thiếp đó trong hệ thống. Sau đó, thành viên gửi một tấm bưu thiếp đến người đó kèm theo ID bưu thiếp. Postcrosser nhận được bưu thiếp và đăng ký nó bằng cách sử dụng ID trên bưu thiếp. Tại thời điểm này, người gửi đủ điều kiện nhận bưu thiếp từ một người khác. Mỗi thành viên có thể đăng viết về bản thân trên trang cá nhân của mình và nó sẽ hiển thị mỗi khi một ai đó yêu cầu gửi bưu thiếp. Trang cá nhân có thể chứa thông tin về sở thích của người nhận hoặc bưu thiếp yêu thích.
Ban đầu mỗi thành viên có thể có tối đa năm bưu thiếp. Mỗi khi một trong những bưu thiếp được gửi được đăng ký, người gửi thư đó có thể yêu cầu gửi đến một địa chỉ khác. Số lượng bưu thiếp được phép gửi đi bất cứ lúc nào sẽ tăng lên nhiều và dừng lại ở mức 100.
Hệ thống Postcrossing cho phép hai thành viên cùng trao đổi bưu thiếp chỉ một lần. Theo mặc định, các thành viên sẽ trao đổi bưu thiếp với các quốc gia khác ngoài quốc gia của họ. Người dùng có thể quyết định trao đổi bưu thiếp với người dùng khác ở quốc gia của mình. Người dùng được phép bỏ chọn tùy chọn "Gửi đến các quốc gia nhiều lần" trong hồ sơ của họ, nhưng điều này không đảm bảo không lặp lại.
Một tỷ lệ nhỏ bưu thiếp được gửi đi có thể bị mất và thất lạc, trong khi đó số khác thì lại có ID bưu thiếp không rõ ràng và dẫn đến khó khăn trong việc đăng ký bưu thiếp. Cũng có những thành viên tạm dừng hoạt động trong khi bưu thiếp đang trên đường đến địa chỉ của họ. Mặc khác, hệ thống của trang web sẽ tiếp nhận và xử lý các vấn đề này và bù đắp cho các thành viên tích cực bằng cách giảm sự khác biệt giữa số lượng bưu thiếp được gửi và nhận của mỗi người.

## Lịch sử ra đời
Ý tưởng cho dự án được thành lập bởi Paulo Magalhães, người khởi tạo  trang web vào ngày 14 tháng 7 năm 2005. Động lực này bắt nguồn từ việc anh ấy có sở thích nhận thư, đặc biệt là bưu thiếp. "Yếu tố bất ngờ khi nhận được bưu thiếp từ những nơi khác nhau trên thế giới (nhiều trong số đó bạn có thể chưa bao giờ nghe thấy) có thể biến hộp thư của bạn thành một điều bất ngờ - và ai sẽ thích điều đó?"
Lúc đầu, dự án được chạy như một sở thích của Magalhães, nhưng thành công ngoài mong đợi của nó cho thấy ý tưởng này trở nên phổ biến hơn anh dự đoán. Ban đầu, anh đã tổ chức dự án trên một chiếc máy tính cũ được đặt trong tủ quần áo ở nhà, điều này được chứng minh là không đủ. Nhờ mọi người truyền miệng nhau mà dự án nhanh chóng mở rộng qua biên giới Bồ Đào Nha - nơi dự án được phát triển đầu tiên.
Theo thời gian, dự án đã nhận được sự chú ý từ các phương tiện truyền thông, góp phần vào sự phát triển và phổ biến của nó. Postcrossing đạt được một triệu bưu thiếp được trao đổi đầu tiên vào ngày 11 tháng 4 năm 2008 và kể từ đó đã phát triển nhanh hơn nữa. Nó đạt được một triệu lần thứ vào ngày 26 tháng 2 năm 2009 với một tấm bưu thiếp đi từ Đức đến Na Uy. Số lượng một triệu lần thứ ba đã đạt được vào ngày 24 tháng 9 năm 2009 với một tấm bưu thiếp đi từ Phần Lan đến Slovenia. Số lượng một triệu lần thứ tư đã đạt được vào ngày 28 tháng 3 năm 2010 với một tấm bưu thiếp đi từ Cộng hòa Séc đến Hà Lan. Sự phổ biến của trang web đã khiến cộng đồng học thuật muốn khám phá ra điều gì có thể làm Postcrossing trở nên thành công và những công nghệ truyền thông kỹ thuật số nào khác có thể học được từ thành công đó.
Postcrossing đã tổ chức lễ kỷ niệm năm năm vào ngày 14 tháng 7 năm 2010 bằng một cuộc thi nhiếp ảnh cho các thành viên của mình. Ngay sau khi kỷ niệm sinh nhật lần thứ năm của họ, Postcrossing đã đạt 5.000.000 bưu thiếp nhận được vào ngày 24 tháng 8 năm 2010 với một tấm bưu thiếp đi từ Isle of Man (đăng ký dưới một thành viên người Ý) đến Thái Lan. Bưu thiếp thứ 7.000.000 được gửi vào ngày 4 tháng 4 năm 2011 từ Trung Quốc và nhận được vào ngày 19 tháng 4 năm 2011 tại Hà Lan. Bưu thiếp thứ 10.000.000 đã đi từ Nhật Bản đến Đức và được đăng ký vào ngày 27 tháng 1 năm 2012. Bưu thiếp thứ 15.000.000 đi từ Đức đến Ý và được đăng ký vào ngày 31 tháng 12 năm 2012. Hiện tại, 1.000.000 bưu thiếp được đăng ký trong khoảng hai tháng. Vào tháng 1 năm 2017 số lượng bưu thiếp đã vượt qua 39 triệu.